# Manuel María de Arjona
Manuel María de Arjona (Osuna, 1771 – Madrid, 1820) è stato uno scrittore spagnolo.

## Biografia
Conosciuto come grande erudito e letterato, fu molto attivo nelle discussioni culturali del '700 e del primo '800.
Modesto poeta, s'ispirò al Seicento italiano e curò un'edizione di Orazio.

## Opere
- Las ruinas de Roma (1808)
- La diosa del bosque
- A la memoria
- Al pensamento del hombre
- Oda a la Navidad de Nuestra Señora